# Trevor Kronemann
Trevor Kronemann (* 3. September 1968 in Edina, Minnesota) ist ein ehemaliger US-amerikanischer Tennisspieler.

## Leben
Kronemann besuchte von 1987 bis 1990 die University of California in Irvine und wurde in dieser Zeit viermal als Einzelspieler sowie zweimal als Doppelspieler in die Bestenauswahl All-American gewählt. 1989 stand er an der Seite von Mike Briggs im Finale der NCAA-Meisterschaften im Herrendoppel. Er beendete sein Studium mit einem Abschluss in Wirtschaftswissenschaft.
1991 wurde er Tennisprofi und gewann im selben Jahr zusammen mit seinem Partner aus der Schulzeit, Mike Briggs, die Challenger-Turniere von Jakarta und Singapur. Beide spielten auch im darauf folgenden Jahr weiter zusammen und konnten in Tampa ihren ersten Titel auf der ATP World Tour erringen. Zudem standen sie in diesem Jahr in vier Halbfinals, darunter beim ATP Masters-Turnier von Cincinnati. 1993 spielte er zwar weiterhin erfolgreich mit Briggs zusammen, gewann jedoch seinen zweiten Doppeltitel an der Seite des Schweden Rikard Bergh.
1995 wurde sein erfolgreichstes Jahr auf der ATP World Tour. Er tat sich mit David Macpherson zusammen, der nun sein fester Doppelpartner wurde. Zusammen gewannen sie drei Doppeltitel, darunter den des ATP Championship Series-Turniers von Barcelona und qualifizierten sich als Ersatzteam für die ATP World Tour Finals. Im darauf folgenden Jahr gewannen sie mit San José nur einen einzigen Titel, da sie jedoch unter anderem im Finale von Gstaad und im Halbfinale des Masters-Turniers von Indian Wells gestanden hatten und in diesem Jahr drei Teams ihre Teilnahme zurückzogen, nahmen sie an den ATP World Tour Finals teil und erreichten dabei das Halbfinale. 1997 standen Kronemann und Macpherson im Finale des Rasenturniers von Rosmalen und des Sandplatzturniers von Gstaad, ein weiterer gemeinsamer Titelgewinn gelang ihnen jedoch nicht mehr. Durch Halbfinalteilnahmen wie beim Masters-Turnier von Montreal qualifizierten sie sich zum Ende des Jahres erneut als Ersatzteam bei den Tour Finals. Im Laufe seiner Karriere gewann Kronemann sechs Doppeltitel, weitere fünfmal stand er in einem Finale. Seine höchste Notierung in der Tennis-Weltrangliste erreichte er 1991 mit Position 514 im Einzel sowie 1995 mit Position 19 im Doppel.
Im Einzel konnte er sich nie für ein Grand-Slam-Turnier qualifizieren. In der Doppelkonkurrenz erreichte er 1996 das Viertelfinale der US Open, bei den Australian Open und den French Open stand er jeweils im Achtelfinale.
Zwischen 1996 und 1997 war er einer der Spielerrepräsentanten bei der ATP. Nach dem Ende seiner Profikarriere arbeitete er als Tennistrainer unter anderem für die University of California.

## Erfolge
| Legende                           |
| Grand Slam                        |
| Tennis Masters Cup                |
| ATP Masters Series                |
| ATP International Series Gold (1) |
| ATP International Series (5)      |

### Doppel
| Nr. | Datum | Turnier    | Belag     | Partner          | Finalgegner                      | Ergebnis      |
| --- | ----- | ---------- | --------- | ---------------- | -------------------------------- | ------------- |
| 1.  | 1992  | Tampa      | Sand      | Mike Briggs      | Luiz Mattar Andrei Olchowski     | 7:6, 6:7, 6:4 |
| 2.  | 1993  | Charlotte  | Sand      | Rikard Bergh     | Javier Frana Leonardo Lavalle    | 6:1, 6:2      |
| 3.  | 1995  | Scottsdale | Hartplatz | David Macpherson | Luis Lobo Javier Sánchez         | 4:6, 6:3, 6:4 |
| 4.  | 1995  | Barcelona  | Sand      | David Macpherson | Goran Ivanišević Andrea Gaudenzi | 6:2, 6:4      |
| 5.  | 1995  | München    | Sand      | David Macpherson | Luis Lobo Javier Sánchez         | 6:3, 6:4      |
| 6.  | 1996  | San José   | Hartplatz | David Macpherson | Richey Reneberg Jonathan Stark   | 6:4, 3:6, 6:3 |